# 카할레와이
카할레와이(Haunani Kahalewai, 1925년 ~ )는 하와이가 낳은 불세출의 여성가수이다. 절대음감(絶對音感)을 지니며 그 관록과 함께 두드러진 존재이다. 1925년에 히로(하와이섬)에서 태어났는데, 풀 네임은 '마우나 로아산(山)의 산허리를 메우는 아름다운 눈'이라는 뜻을 가지며, 하와이에서 둘째가는 그 산의 이름을 가진 스케일의 크기가 그대로 나타나 있다. 3세 때 이미 라디오 콘테스트에서 우승하였다. 후에 알프레드 아파카의 지시로 소프라노에서 콘트랄토로 전향하였다. 얼핏 들으면 남성을 연상시키는 듯한 저음으로, 박력있는 목소리를 들려주었다. 감각은 뛰어날 뿐만 아니라 레치타티보풍의 노래나 슬랙 키 기타의 주법도 능숙하여, 최고의 가수라고 부르기에 조금도 손색이 없다. 후에는 작곡도 다루어, 감미로운 무드의 <하와이언 허니문> 등을 내놓기도 하였다.